# Daniel William Coquillett
Daniel William Coquillett, född 23 januari 1856 i Pleasant Valley, Illinois, död 7 juli 1911 i Atlantic City, New Jersey, var en amerikansk entomolog som specialiserade sig på tvåvingar. Han skrev bland annat om familjen stilettflugor och ett flertal vetenskapliga uppsatser där han beskrev många nya arter och släkten av tvåvingar.
|  | Wikispecies har information om Daniel William Coquillett. |